# Syn Sophia
Syn Sophia, Inc., anciennement AKI Corporation, est un studio de développement japonais de jeux vidéo fondé le 19 juin 1995 et situé dans le quartier de Kichijōji à Tokyo.
L'entreprise est notamment connue pour ses jeux vidéo de catch professionnel édités pendant la fin des années 1990 jusqu'à moitié des années 2000, débutant avec WCW vs. The World en 1996, premier opus de la franchise Virtual Pro Wrestling. 

## Histoire
La prise de la société sur World Championship Wrestling s'est avérée réussie à la fin des années 1990 avec la sortie de plusieurs jeux, culminant en WCW / nWo Revenge pour la Nintendo 64. En conséquence, la Fédération mondiale de lutte a mis fin à sa relation de douze ans avec Acclaim Entertainment et s'est associée à THQ/AKI en 1999. Cette relation perpétuerait la réputation d'AKI pour les jeux de lutte de qualité, qui s'est terminée avec la sortie de WWF No Mercy. La société est devenue publique en 1998 et le 1er avril 2007 a été renommée syn Sophia, Inc. Le premier jeu développé sous ce nom était Ganbaru Watashi no Kakei Diary pour la Nintendo DS en 2007. Cependant, ils ont utilisé leur ancien nom dans certains de leurs futurs titres jusqu'en 2008 avec la sortie de Style Savvy pour la Nintendo DS. Ready 2 Rumble: Revolution était aussi développé sous le nom de AKI Corporation USA.

## Jeux développés

### Développés sous le nom The Man Breeze
- 1996 - Virtual Pro-Wrestling (PlayStation, sorti uniquement au Japon).
- 1997 - WCW vs. The World (PlayStation)

### Développés sous le nom AKI Corporation
- 1997 - Tactics Formula (Saturn, sorti uniquement au Japon).
- 1997 - WCW vs. nWo: World Tour (Nintendo 64)
- 1997 - Virtual Pro Wrestling 64 (Nintendo 64, sorti uniquement au Japon).
- 1998 - WCW/nWo Revenge (Nintendo 64)
- 1999 - WWF WrestleMania 2000 (Nintendo 64)
- 2000 - Virtual Pro Wrestling 2: Oudou Keishou (Nintendo 64, sorti uniquement au Japon).
- 2000 - Animastar (Dreamcast, sorti uniquement au Japon).
- 2000 - WWF No Mercy (Nintendo 64)
- 2001 - Animastar GB (Game Boy Color, sorti uniquement au Japon).
- 2001 - World Fishing (PC, sorti uniquement au Japon).
- 2003 - Def Jam Vendetta (PlayStation 2, GameCube)
- 2003 - Ultimate Muscle: Legends vs. New Generation (GameCube)
- 2004 - Def Jam: Fight for NY (PlayStation 2, Xbox, GameCube)
- 2004 - Galactic Wrestling: Featuring Ultimate Muscle (PlayStation 2)
- 2006 - Kinnikuman Muscle Generations (PlayStation Portable, sorti uniquement au Japon).
- 2006 - Def Jam: Fight for NY: The Takeover (PlayStation Portable)
- 2006 - Kinnikuman Muscle Grand Prix (Arcade, sorti uniquement au Japon).
- 2006 - Kinnikuman Muscle Grand Prix MAX (PlayStation 2, sorti uniquement au Japon).
- 2006 - Mawashite Tsunageru Touch Panic (Nintendo DS, sorti uniquement au Japon).
- 2007 - Kinnikuman Muscle Grand Prix 2 (Arcade, sorti uniquement au Japon).
- 2007 - SimCity DS (Nintendo DS)
- 2008 - SimCity DS 2 (Nintendo DS)
- 2008 - Kinnikuman Muscle Grand Prix 2 Tokumori (PlayStation 2, sorti uniquement au Japon).
- 2009 - Ready 2 Rumble: Revolution (Wii)

### Développés sous le nom syn Sophia, Inc.
- 2007 - Ganbaru Watashi no Kakei Diary (Nintendo DS, sorti uniquement au Japon)
- 2008 - La Maison du style (Nintendo DS)
- 2009 - Cross Treasures (Nintendo DS, sorti uniquement au Japon)
- 2009 - Ganbaru Watashi no Osaifu Ouendan (Nintendo DSi, sorti uniquement au Japon)
- 2010 - Kurohyō: Ryū ga Gotoku Shinshō (PlayStation Portable, sorti uniquement au Japon)
- 2010 - Pretty Rhythm Mini Skirt (Arcade, sorti uniquement au Japon)
- 2011 - Pretty Rhythm Aurora Dream (Arcade, sorti uniquement au Japon)
- 2012 - Kurohyō 2: Ryū ga Gotoku Ashura Hen (PlayStation Portable, sorti uniquement au Japon)
- 2012 - Pretty Rhythm: Dear My Future (Arcade, sorti uniquement au Japon)
- 2012 - La Nouvelle Maison du style (Nintendo 3DS)[1]
- 2014 - The Golden Hour (Android, iOS, sorti uniquement au Japon)
- 2015 - La Nouvelle Maison du style 2 (Nintendo 3DS)
- 2017 - La Nouvelle Maison du style 3 (Nintendo 3DS)
- 2023 - Fashion Dreamer (Nintendo Switch)